# Sushil Kumar Shinde
Sushil Kumar Shinde, född 4 september 1941 i Sholapur, nuvarande Maharashtra, är en indisk politiker som företräder kongresspartiet. Han är minister med ansvar för kraftproduktion och -distribution i den indiska regeringen, och var chefsminister (Chief Minister) i hemstaten 18 januari 2003 till 1 november 2004. Shinde var förste dalit (son till en skomakare) att inneha denna post. 
Shinde var tidigare Polis (IPS) till yrket, men lämnade sitt arbete inom polisen för en karriär som yrkespolitiker genom att först ställa upp för Kongresspartiets i ett fyllnadsval i valkretsen Karmala, Sholapurdistriktet, 1974, och vann därigenom en plats i Maharashtras lagstiftande församling. Redan i november samma år utsågs han av V.P. Naik till biträdande minister i delstatsregeringen. 
1978 lämnade Shinde Kongresspartiet för att ta plats i den delstatsregering som bildades av Progressive Democratic Front under ledning av Sharad Pawar. Denna regering föll 1980, och 1983 gick Shinde åter med i Kongresspartiet och blev då finansminister under Vasantrao Patil. Det påstås att Shinde nu blev unik i Indien, genom att som finansminister kunna lägga fram förslag till statsbudget hela nio år i rad.
2002 lanserades Shinde som motkandidat i valet till Indiens vicepresident. Hann förlorade här mot National Democratic Alliances kandidat Bhairon Singh Shekhawat. Efter intern maktkamp inom Kongresspartiet i Maharashtra fick han inte fortsätta som premiärminister i hemstaten trots att partiet vann valet 2004, utan tvingades ge plats åt Vilasrao Deshmukh. Han kompenserades dock av partivännerna i Indiens regering när han 30 oktober 2004 utsågs till guvernör i delstaten Andhra Pradesh. Där ersatte han Surjit Singh Barnala, som istället blev guvernör i Tamil Nadu. 